# Shinpotō
El Shinpotō (進歩党?  Partido Progresista) fue un partido político japonés de corta vida que existió en la era Meiji.
Fue fundado por Okuma Shigenobu en marzo de 1896, con la fusión del Rikken Kaishintō y otros partidos políticos pequeños para contrarrestar una alianza temporal entre el rival de Okuma, Itō Hirobumi y el Jiyutō.
En junio de 1898, el Shinpotō se fusionó con el Jiyūtō para formar el Kenseitō.

## Resultados electorales
| Elección      | Líder           | Escaños | Estatus               |
| ------------- | --------------- | ------- | --------------------- |
| Marzo de 1898 | Ōkuma Shigenobu | 105/300 | Gobierno de coalición |